# 奇尼清真寺
奇尼清真寺是孟加拉国朗布尔专区尼尔帕马里县索伊德普尔市的清真寺。
这座清真寺也被称为玻璃清真寺。清真寺的建造始于1863年，由哈吉·巴克尔·阿里·艾哈迈德建造，并在一年内完成。